# Корзун, Дина Александровна
Диа́нна (Ди́на) Алекса́ндровна Ко́рзун-Франк (род. 13 апреля 1971, Смоленск) — российская актриса театра и кино. Лауреат кинопремии «Ника» (1999) за роль в фильме «Страна глухих». Соучредитель благотворительного фонда «Подари жизнь».

## Биография
Родилась 13 апреля 1971 года в Смоленске. Её мать, Ольга Дмитриевна Корзун, работавшая инженером на чулочной фабрике, воспитывала дочь одна. В школьные годы окончила художественную школу (живопись, графика, скульптура), занималась балетом и современными танцами.
По окончании школы, в 1988 году, поступила в Смоленский государственный университет на художественно-графический факультет, но через год, разочаровавшись в выборе профессии, оставила учёбу, а затем поступила в Смоленское музыкальное училище на актёрский факультет. В 1990 году вышла замуж за театрального режиссёра Ансара Халиллулина, переехала в Москву и поступила в школу-студию МХАТ, которую окончила в 1995 году (курс Аллы Покровской).
На 5-м курсе получила приглашение на работу в МХТ имени Чехова, где дебютировала в спектакле «Любовь в Крыму», поставленном режиссёром Романом Козаком. Затем последовали роли в спектаклях «Гроза», «Сон в летнюю ночь», «Преступление и наказание», «Чудо Святого Антония» и других.
Дебют в кино состоялся в 1994 году, когда сыграла в короткометражном фильме «Она внутри стен» (режиссёр Маргарита Подъяпольская). Известность пришла к актрисе после съёмок в фильме Валерия Тодоровского «Страна глухих». За роль глухой девушки Яи Дина Корзун была удостоена премии «Ника». Снялась в фильме Павла Павликовского «Последнее пристанище» (2000), получила за роль Тани премии на кинофестивалях в Лондоне, Хихоне, Братиславе.

### Работы за рубежом
В 2004 году по приглашению американского режиссёра Айры Сакса работала в Голливуде, где играла главную женскую роль в партнёрстве с Рипом Торном в психологической драме «Сорок оттенков грусти». Фильм получил Гран-при жюри за лучшую драму на фестивале «Сандэнс», был номинирован на «Лучшую женскую роль» на фестивале «Независимый дух». Работа за рубежом продолжилась в фильмах «Замёрзшие души» (номинация лучшая актриса второго плана кинопремии «Независимый дух») и «Прощание»(Farewell).
В 2007 году работала в Королевском национальном театре в Лондоне, в постановке Кэти Митчел по пьесе Мартина Кримпа «Attempts on Her Life». В 2015 снялась в третьем сезоне британского сериала «Острые козырьки». Продюсирует и играет в постановках по сказкам Оскара Уальда «Счастливый принц» (благотворительный спектакль) и «Звёздный мальчик».

## Общественная деятельность
Вместе с Чулпан Хаматовой выступила учредителем благотворительного фонда «Подари жизнь», помогающего детям с онкогематологическими и иными смертельно опасными заболеваниями.
В 2005 году несколько месяцев работала волонтёром в детском доме в Непале.

## Цитата
Новое лицо. Никаких распахнутых огромных глаз, никакой «избыточной духовности» в облике, ничего «возвышенно-поэтического» в мимике или интонации — полное отсутствие типичных черт, необходимых для «нашей» молодой героини. Неправильная девочка. Круглое личико, любопытные тёмненькие глазки, детская трогательная безбровость, странно-певучий голосок. Рост и пластика меняются легко — в зависимости от высоты каблуков: может быть маленькой хорошенькой мышкой, может — гибкой, сексапильной длинноногой дивой, а может — голенастым, угловатым подростком.— Лилия Шитенбург «Новейшая история отечественного кино»

## Личная жизнь
Первый супруг — Ансар Халилуллин. От этого брака у Дины есть сын Тимур Халилуллин (род. 1990). Второй супруг — Алексей Зуев, актёр. С 2001 года замужем третьим браком за бельгийским музыкантом и композитором Луи Франком. У пары две дочери: Итала (род. 2008) и София (род. 20 мая 2010).
Жила в Лондоне.

## Творчество

### Роли в театре
- «Погребённое дитя» (дипломный спектакль) — Салли
- «Любовь в Крыму» Мрожека — Татьяна Бородина
- «Гроза» А. Н. Островского — Катерина[16]
- «Преступление и наказание» Ф. М. Достоевского — Соня Мармеладова
- «Чудо Святого Антония» Метерлинка — Вирджиния
- «Где-то копилось возмездие» А. Володина — служанка
- «Не могу представить, что будет завтра» Т. Уильямса — Она
- «Сон в летнюю ночь» Шекспира — Елена
- «Золото» — Малия[17]

### Фильмография

#### Актриса
- 1998 — Страна глухих — Яя
- 2000 — Президент и его внучка — Татьяна
- 2000 — Гражданин начальник — Лариса Лушникова
- 2000 — Последнее пристанище / Last Resort — Таня
- 2002 — Теория запоя — Светик
- 2002 — Дорога — Анна
- 2003 — Как бы не так — Марина
- 2005 — Сорок оттенков грусти / Forty Shades of Blue — Лара
- 2005 — Женский роман — Женя
- 2007 — Кука — Лена
- 2008 — Братья Карамазовы — Катерина Хохлакова
- 2008 — Абонент временно недоступен — Лана
- 2009 — Прощальное дело / L’affaire Farewell (Франция) — Алина
- 2009 — Переправа
- 2009 — Посредник / Mediator — жена наёмного убийцы
- 2009 — Замёрзшие души / Cold Souls — Нина
- 2009 — Русский крест — Мария
- 2012 — После школы — Зара, мама Фриды, художница
- 2013 — Всё началось в Харбине — Матрёна Ивановна, мать Бориса и Володи Эйбоженко
- 2015 — Лондонград — Майя Алксне
- 2016 — Острые козырьки (третий сезон) — Изабелла Петровна Романова
- 2017 — Сын — Маша

#### Сценарист
- 2004 — Марфа

#### Продюсер
- 2004 — Марфа (сопродюсер)

### Аудиокниги, озвучивание
- 2004 — Золотой горшок (Гофман)
- 2009 — Счастливая Москва (А. Платонов)
- 2017 — Весь мир — театр (Б. Акунин, издательство «Литрес Паблишинг»)

## Награды
- 1995 — приз фестиваля «Театральные дебюты Москвы» (за роль в спектакле «Любовь в Крыму»).[18]
- 1999 — премии «Ника», «Золотой овен» и «Звёзды завтрашнего дня» (за роль в фильме «Страна глухих»).
- 2000 — премии на кинофестивалях в Испании, Словакии, Греции, России, Швейцарии (за роль в фильме «Последнее пристанище»).
- 2005 — номинация на лучшую женскую роль на кинофестивале «Сандэнс» (фильм «Сорок оттенков грусти»).
- 2008 — приз «За создание Фонда помощи детям с онкологическими, гематологическими и другими заболеваниями» на XIV кинофестивале «Сталкер» (совместно с Чулпан Хаматовой).[19]
- 2009 — номинация на лучшую женскую роль второго плана на кинофестивале «Сандэнс» (фильм «Замёрзшие души»).
- 2012 — почётная грамота Президента Российской Федерации «за активную благотворительную и общественную деятельность».[20]